# Buddhadásza
Phra Dharmakoszácsárja (Nguam Indapannyó) (thai: พระธรรมโกศาจารย์ (เงื่อม อินฺทปญฺโญ); RTGS:Phra Thammakoszacsan (Ngueam Inthapanyo)), más néven Buddhadásza Bhikkhu, (Phum Riang, 1906. május 27. – Chaiya, 1993. május 25.)) thai buddhista szerzetes (bhikkhu), meditációs mester, aszkéta filozófus volt, a buddhista tanok és a thai népkultúra újítója. Személyes nézetei voltak a vallásról és a Dhammáról.

## Élete

### Korai évek
Nguam Phanit (thai: เงื่อม พานิช; RTGS: Ngueam Phanit) néven látta meg a napvilágot 1906-ban egy Ban Phumriang nevű településen, Thaiföld déli részén. Apja, Sieng Phānit, második generációs kínai származású bolttulajdonos, anyja, Klaun, thai származású volt.

### Vallásos élete

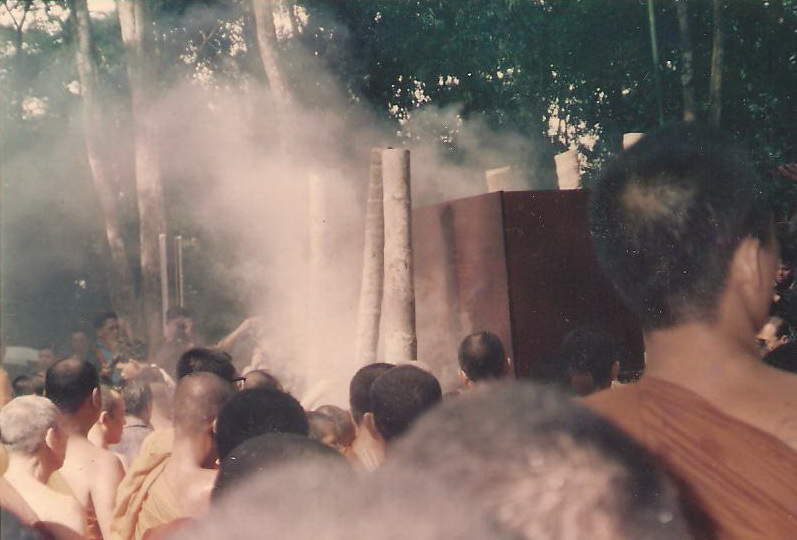
Buddhadásza hamvasztása 1993-ban

Buddhadásza 1926-ban hagyta hátra a világi életet. Az akkori fiatal szerzetesekhez hasonlóan (srámana) ő is a thai fővárosba utazott, Bangkokba, de az ottani kolostortemplomokat (vat) koszosnak és zsúfoltnak találta, ráadásul, ami a legaggasztóbb volt, hogy a buddhista közösség korrupt volt, amely csak a tekintéllyel, hatalomszerzéssel és kényelemmel foglalkozott, és a buddhista ideálok teljesen a háttérbe szorultak." Emiatt visszatért vidékre, ahol a szülőfaluja melletti erdőterületen 1932-ben megalapította a Szuan Mokkh névre hallgató remetelakot.
Évekkel később Buddhadásza tanításai számtalan külföldit vonzott ebbe a remetelakba, akik spirituális keresőúton jártak. Neves tudósokkal és különböző valláshoz tartozó egyházi személyekkel folytatott dialógusokat. Ezek során a célja az volt, hogy bebizonyítsa, a nagy világvallások legvégső tanításai egymáshoz hasonlatosak. 1993-ban történt halála előtt létrehozott egy nemzetközi dharma remeteközpontot (International Dhamma Hermitage Center), a saját remetelakjával szemben, az országút túloldalán, hogy segítse a buddhizmus és más jógagyakorlatok iránt érdeklődő külföldi diákokat. A Szuan Mokkh alapterületét kibővítették kb. 120 hektár erdőre.
Buddhadásza szkeptikusan állt saját népszerűségéhez. A Szuan Mokkh-ba érkező turistaáradatról néha azt gondolta, hogy csak azért állnak meg a buszokkal, mert az embereknek pisiliük kell."

## Tanításai és magyarázatai
Buddhadásza az egyszerű, ősi gyakorlatokra törekedett, azért hogy a Buddha tanításainak lényegére koncentráljon: "tégy jót, kerüld a rosszat, és tisztítsd meg a tudatot." Kerülte a szokásos rítusokat és a sziámi egyház belpolitikai intrikáit. Rendkívüli képessége volt, hogy az összetett filozófiai és vallási ideákat elmagyarázza anyanyelvén. Legfőbb tanításának az alapja az ánápánaszati, a légzés figyelésére épülő meditációs módszer, amely a tudatos jelentlét megalapozásának a gyakorlata. Ezen kívül mélyen beleásta magát a korai páli szövegekbe, amelyeknek olykor radikális értelmezést formált.

### Az újraszületésről alkotott nézetei
Buddhadásza elutasította az újraszületés és a karma tanainak hagyományos értelmezését, mert úgy gondolta, hogy azok nem összeegyeztetethetők a súnjata (üresség) tanával, továbbá úgy tartotta, hogy ezek nem visznek előrébb a dukkha (szenvedés) megszüntetéséhez vezető úton.
John Powers az ázsiai tudományok amerikai professzora szerint Buddhadásza racionalista értelmezése szerint az egész újraszületés elképzelése teljesen bolond. Buddhadásza szerint a Buddha tanításaiban az éntelenség (anattā) tagadja, hogy legyen bármilyen folytatódó entitás vagy lélek. Buddhadásza szerint az újraszületésnek semmi köze a buddhizmushoz. A buddhista gyakorlás célja a nibbana (nirvána) elérése, amely Buddhadásza szerint csupán egy állapot a szenvedésen túl, amely túlmutat a hétköznapi boldogságon.
Buddhadásza magyarázata szerint a paticcsa-szamupádda az érzékszervek tárgyakkal történő kapcsolódásából kialakuló én és az enyém születése, és az így keletkezik a védana ("érzés"), a tanha ("szomj") és az upádána (ragaszkodás). Az önző ragaszkodás az én és az enyém fogalmáról való lemondással szűnik meg, és így érhető el a nirvána és a tényleges üresség. Ezt a függő keletkezés meggátlásával lehet elérni, az érzékszervi kontaktus pillanatában.
Buddhadásza nézeteit heves kritikák érték és számos orthodox théraváda buddhista szerzetes utasította el nézeteit. Például, Bhikkhu Bodhi szerint Buddhadásza megközelítése, melyben elveti az újraszületést, gyakorlatilag teljesen lebutítja a Dhammát... ugyanis az újraszületés a Dhamma etikai elméletének lényegi tartópillére, amely a rossz elkerülésére, illetve a jó gyakorlására ösztönöz.

### A vallásról alkotott nézetei
Vallási tanulmányainak elejétől fogva Buddhadásza összehasonlította a különböző vallásokat, és a buddhista tanításokat igyekezett értelmezni más vallások szemszögéből nézve is, például taoizmus, hinduizmus, konfucianizmus, dzsainizmus és természettudományok. Ezzel a módszerrel kialakított egy vallásos világnézetet, amely szerint az összes nagy világvallás ugyanolyan. Annak ellenére, hogy más nevük van, a végső céljuk ugyanaz.
A No Religion (1993, Nincs vallás) című művében Buddhadásza híres megfogalmazása így hangzik:

„...azok, akik a Dhamma legmagasabb értelméig eljutottak értik, hogy a vallásnak nevezett dolog nem is létezik egyáltalán. Nincs buddhizmus, nincs kereszténység, nincs iszlám. Hogyan lehetnének ugyanolyanok, vagy különbözőek, mikor nem is léteznek? (...) Ezért a "Nincs vallás!" kifejezés valójában a Dhamma legmagasabb szintű kifejezése.”

## Hatása

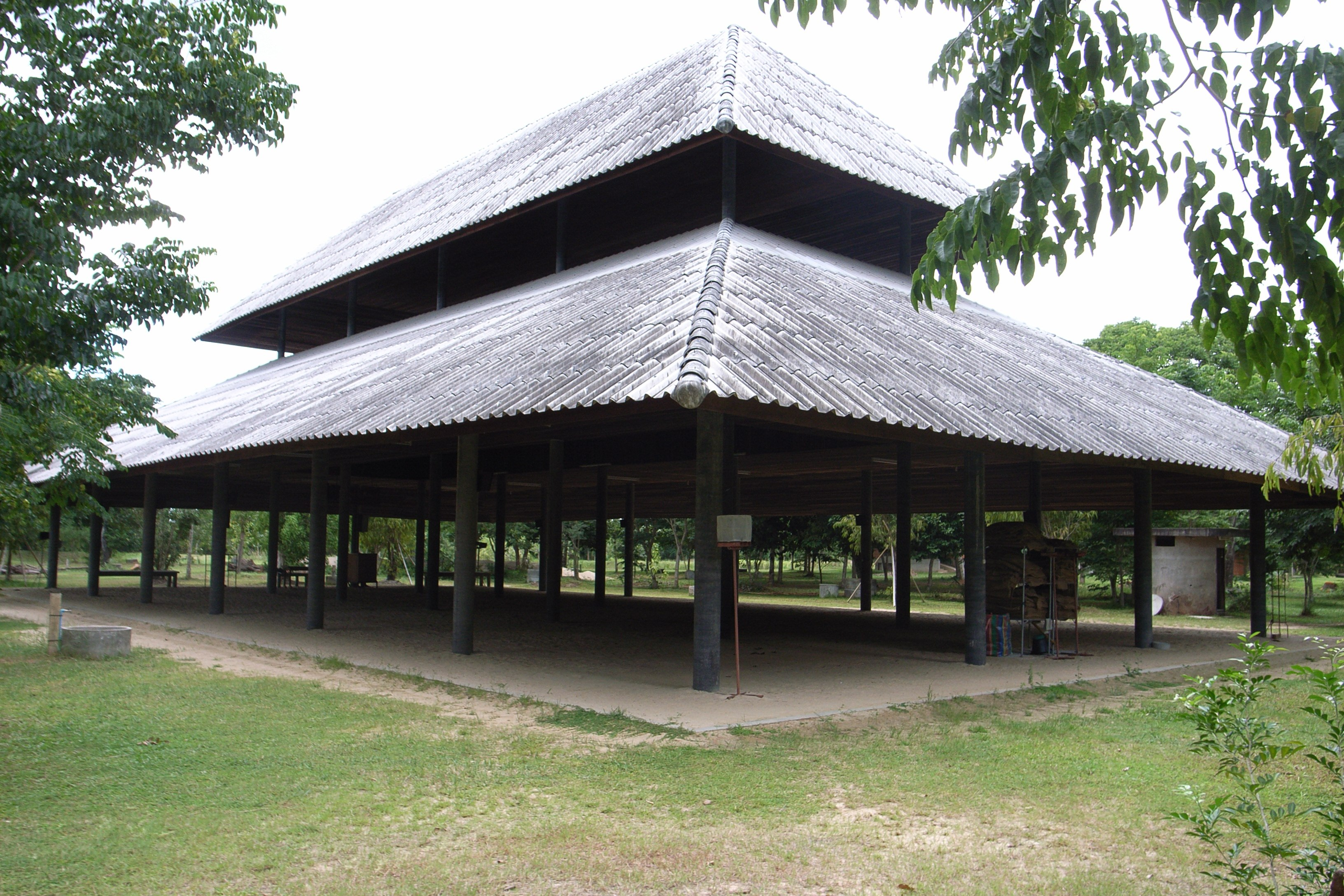
Meditációs terem a Buddhadásza által alapított Szuan Mokkh (Megvilágosodás kertje) kolostorban

Buddhadásza buddhista hagyományok értelmezése sokakra volt hatással, olyanokra, mint Pridi Banomyong, a sziámi forradalom vezére, illetve a thai társadalmi aktivisták és művészek egy csoportjára a 20. században.
Donald K. Swearer amerikai vallástudós Buddhadászát a kora indiai filozófushoz, Nágárdzsunához, és az 5. századi Buddhagószához hasonlította, akik árnyékot vetettek a théraváda buddhizmus délkelet-ázsiai fejlődésére. Swearer szerint Buddhadásza több szempontból is teljes ellentétben áll Buddhagószával. Buddhadásza művei eltérnek például a Buddhagósza által írt Viszuddhimagga akadémikus és befolyásos téziseitől. Buddhadásza nagy hatással volt a thai buddhizmus erdei hagyományára).
Egyes tudósok szerint, mint például Peter Jackson és Daniel Lynch, Buddhadászára nagy hatással voltak a zen buddhizmus tanai. Buddhadásza a zen tanításait alkalmasnak találta arra, hogy a théraváda utat találjon a modern humanizmus felé, és úgy tartotta, hogy ez Japán erős gazdaságának az alapja.

## Angolra lefordított művei
Buddhadásza művei egy teljes szobát kitöltenek a Thaiföld Nemzeti Könyvtárában. A legismertebb angol nyelvre lefordított művei a következők:
- The A,B,Cs of Buddhism. 1982.
- Handbook for Mankind Buddhadásza legismertebb könyve.
- Heart-wood from the Bo Tree. Susan Usom Foundation, 1985.
- History of Indian influence on Southeast Asia#Other influences[18]
- Keys to Natural Truth. ford. R. Bucknell és Santikaro. N.d. Első kiadás 1988.
- Me and Mine: Selected Essays of Bhikkhu Buddhadasa (előnézet). Thēpwisutthimēthī, Buddhadasa, Swearer. SUNY Press, 1989.
- Mindfulness With Breathing. ford. Santikaro. Második kiadás. The Dhamma Study & Practice Group. 1989.
- No Religion. ford. Punno, Első elektronikus kiadás: September 1996.
- Paticcasamuppada: Practical Dependent Origination. The Dhamma Study & Practice Group, 2002.
- Teaching Dhamma with Pictures Published by Sathirakoses-Nagaparadi Foundation & Ministry of Education, Thailand On the occasion of the Centenary Celebration of the Birth of the Ven. Buddhadasa Bhikku (1906. május 27 - 2006. május 27.).
- Fear. Buddhadāsa Indapañño Archives, 2020.
- Seeing with the Eye of Dhamma: The Comprehensive Teaching of Buddhadasa Bhikkhu. ford. Santikaro és D. Bhikkhu, szerk. Santikaro, Shambhala Publications, 2022.

### Bódhi Levél Kiadványok (BPS - Bodhi Leaf Publications)
- Emancipation From The World (BL73)
- Extinction without Remainder (BL33)

## További hivatkozások
- Buddhadasa, Bhikku; Pramoj, M.R. Kukrit (2003). "How we should understand the dhamma", Chulalangkorn Journal of Buddhist Studies 2 (1), 139-157
- Ito, Tomomi (2012). Modern Thai Buddhism and Buddhadasa Bhikkhu: A Social History, Singapore: NUS Press. ISBN 9789971695729
- Jackson, Peter Anthony (1986). Buddhadasa and doctrinal modernisation in contemporary Thai Buddhism: a social and philosophical analysis, Tézis, Ausztrál Nemzeti Egyetem
- Preecha Changkhwanyuen (2003). "Dhammic Socialism Political Thought of Buddhadasa Bhikku", Chulalangkorn Journal of Buddhist Studies 2 (1), page 118
- Puntarigvivat, Tavivat (2003). "Buddhadasa Bhikkhu and Dhammic Socialism", The Chulalongkorn Journal of Buddhist Studies 2 (2), 189-207

## Külső hivatkozások
Helyek
- Wat Suan Mokkh. Buddhadásza elvonulási hely

Életrajz
- Ajahn Buddhadasa. nalanda.org.br/
- Biography of Buddhadhasa. YouTube. Háromrészes videó.
- Buddhadasa, encyclopedia.com

Művei és tanításai
- Kategória:Buddhadasa Bhikkhu. Buddhadásza online műveinek egy listája. dharmaweb.org
- Buddhadasa Indapanno archívumok Archiválva 2023. március 24-i dátummal a Wayback Machine-ben

Egyéb
- Santikaro beszédei Buddhadászáról Négyrészes hangfelvétel angolul